# Ohligs/Aufderhöhe/Merscheid
Ohligs/Aufderhöhe/Merscheid – jedna z pięciu, i zarazem najbardziej zaludniona, dzielnica miasta Solingen w Niemczech. Pełni przede wszystkim rolę mieszkalną, ponieważ nie znajdują się w niej większe przedsiębiorstwa.
Burmistrzem dzielnicy jest Marc Westkämper.

## Opieka medyczna
W dzielnicy znajduje jeden z trzech szpitali miasta Solingen i nosi on nazwę St. Lukas Klinik. Na terenie Ohligs znajduje się również nowoczesny dom spokojnej starości który ulokowany jest na wzniesieniu, gdzie każdy pensjonariusz ma swój pokój w małych 4-5-pokojowych domkach. Naprzeciw znajduje się starszy dom spokojnej starości, który znajduje się w jedenastopiętrowym budynku stworzonym z tak zwanej wielkiej płyty, czyli z betonu odlanego w formy w fabrykach. Oba domy spokojnej starości ulokowane są w lesie na granicy z miastem Hilden.

## Transport publiczny
W dzielnicy Ohligs/Aufderhöhe/Merscheid, a dokładniej przy ulicy Bahnstraße 5, znajduje się główny dworzec kolejowy Solingen Hauptbahnhof miasta Solingen, który pełni rolę przesiadkową na terenie dzielnicy, ponieważ przed dworcem znajduje się dworzec autobusowy dzielnicy Ohligs/Aufderhöhe/Merscheid. Z dworca autobusowego odjeżdżają autobusy oraz trolejbusy do centrum miasta oraz do innych części Solingen. Z dworca odjeżdżają również autobusy m.in. do Düsseldorfu, Haan, Monheim am Rhein itd.

## Najważniejsze drogi w dzielnicy
Najważniejszymi drogami w dzielnicy są LandStraße 288, droga ekspresowa Viehbacshtraße oraz droga powiatowa Weyertraße.